# キングメーカー 大統領を作った男
『キングメーカー 大統領を作った男』（キングメーカー だいとうりょうをつくったおとこ、朝: 킹메이커）は、2022年公開の大韓民国の政治映画。脚本・監督はビョン・ソンヒョンで、主な出演者はソル・ギョング、イ・ソンギュン、ユ・ジェミョン。当初は2021年12月29日の公開が予定されていたが、新型コロナウイルス感染症流行に伴い、韓国の旧正月を控えた2022年1月26日に変更された。

## 作品の背景
本作は、金大中とその選挙スタッフだった厳昌録（オム・チャンノク）の政治キャリアにまつわる逸話をベースとしている。 厳昌録をモデルとするソ・チャンデは選挙での勝利を何よりも優先する政略家である一方、金大中をモデルとするキム・ウンボムは国をよくするために大統領を目指す野心を持った人物として描かれる。

## ストーリー
時は1961年。韓国で薬剤師を営むソ・チャンデは、選挙で連敗中の野党候補であるキム・ウンボムの演説に共感する。チャンデはウンボムに手紙を送り、さらに選挙事務所に押しかけてスタッフにするよう求める。事務所メンバーがいぶかしむ中、ウンボムの意向で仮採用されたチャンデはスタッフの意識をまとめることに成功し、信頼を得た。直後の選挙でウンボムは善戦はしたが再び落選する。
数年後、ウンボムが立候補した木浦での国会議員選挙では、危機感を持った与党が大統領自身の遊説に加え金品のばらまきで露骨な買収を図っていた。チャンデはスタッフに与党スタッフの上着を着せて、有権者が与党に反感を抱くように仕向けたり、与党のばらまいた品を「手違い」と言って回収し、それに自党のマークを入れてばらまいたりした。候補者同士の立会演説会で与党候補はウンボム陣営がばらまき直した品を掲げて「買収している」と指摘したが、ウンボムはそれは有志の支持者が勝手にやったものであずかり知らないとかわした。結局ウンボムは初当選を果たした。選挙後、金で寝返りを誘った与党関係者をチャンデは拒否した。
時は流れて1969年。ウンボムは所属する新民党で若手の有力政治家となっていた。一方大統領は権力を延命させるため、1971年の大統領選挙に出馬できるよう3選改憲をおこなった。ウンボムの元にある日、党ナンバー2のキム・ヨンホとナンバー3のイ・ハンサンが訪れ、自分たち若手3人で党の大統領候補指名大会に出馬しようと誘う。党のトップである総裁は穏健派で、現職大統領に勝てないと考えたためだった。3人は党の大統領候補となるべく動き出し、ヨンホは総裁を説得して大統領候補を断念させた。さらにヨンホはハンサンも辞退に追い込んで優位な立場を得る。だがチャンデはハンサングループに指名選挙で白票を投じさせる工作を仕掛けて全候補を過半数割れにさせ、決選投票でウンボムは大統領候補となる。チャンデはウンボムの有力スタッフとなったが、ウンボムはチャンデが望む国会議員候補への推薦には消極的だった。
ウンボムは、郷土予備軍が対北朝鮮防衛という本来の目的を外れ国民統制に利用されているとして廃止を大統領選の公約に掲げる。政府は、それは北朝鮮を利するだけだという雰囲気を作り、ウンボムを不利に仕向けた。チャンデは、自作自演で被害を受ける事件を起こすことも手だと述べ、ウンボムから叱責される。その後、ウンボムが訪米中の留守宅で爆発事件が起き、政府の妨害という説も流れる中、容疑者としてチャンデが拘束される。釈放された後にウンボムの元に赴いたチャンデは、自らの犯行だったと語り、二人は決別した。チャンデは政府与党のスタッフに雇われ、伯仲する選挙で現職大統領を勝たせるため、地域対立を煽るキャンペーンを仕掛ける。結果、ウンボムは敗れ去った。
再び時は流れ、1988年ソウルオリンピックが開かれているソウルで、ウンボムは偶然チャンデと再会する。ウンボムは前年の民主化運動の後に再度大統領に立候補したがまたも敗れていた。二人は会話を交わし、それが最後の対面となった。1997年の大統領選挙にウンボムは当選したが、チャンデはそれを見ることなく死去していたことが最後にテロップで紹介される。

## 登場人物
キム・ウンボム
演 - ソル・ギョング、日本語吹替 - 咲野俊介
本作の主人公。理想主義的な政策を掲げる野党政治家。モデルは金大中。
ソ・チャンデ
演 - イ・ソンギュン、日本語吹替 - 堀川仁
本作のもう一人の主人公。脱北者。ウンボムのスタッフとなり、選挙に勝つことを優先する。自ら政治家になる野心も抱いていた。モデルは嚴昌錄。
キム・ヨンホ
演 - ユ・ジェミョン、日本語吹替 - 山本満太
新民党のナンバー2議員。「与党の総裁にする」という言葉でカン総裁に大統領候補を断念させた．モデルは金泳三。
イ・ハンサン
演 - イ・ヘヨン、日本語吹替 - 早川毅
新民党のナンバー3。チャンデからカン総裁直筆の「覚書」を見せられて、大統領候補指名大会で白票をグループに投じさせた。モデルは李哲承。
カン・インサン
演 - パク・イナン、日本語吹替 - 上別府仁資
新民党の総裁。党内では与党に融和的とみられている。ヨンホから大統領候補断念を進言されたときには激怒したが、最終的に受け入れた。モデルは柳珍山。
イ・ジンピョ
演 - チョ・ウジン、日本語吹替 - 中村和正
与党共和党の選挙参謀。チャンデを自党陣営に誘う。モデルは李厚洛。
イ・ヒラン
演 - ペ・ジョンオク、日本語吹替 - 五十嵐夕夏
ウンボムの妻。政治的な助言者としても振る舞う。モデルは李姫鎬。
パク秘書
演 - キム・ソンオ、日本語吹替 - 峰晃弘
ウンボムの秘書。当初はチャンデと対立した。
スヨン
演 - ソ・ウンス、日本語吹替 - 上絛千尋
ウンボム陣営の選挙スタッフ。
イ補佐官
演 - チョン・ベス
ウンボム陣営のスタッフ。ウンボムに敬意を抱き、長く補佐する。
パク・キス
演 - キム・ジョンス
現職の大統領で、対立候補となったキム・ウンボムに警戒感を抱く。モデルは朴正煕。
キム中央情報部長
演 - ユン・ギョンホ、日本語吹替 - 山本満太
大韓民国中央情報部の部長。目的のために手段をいとわない性格。途中で失脚する。モデルは金炯旭。

## 製作
ソル・ギョングは監督のビョン・ソンヒョンと、2017年の犯罪スリラー映画『名もなき野良犬の輪舞』で組んだ後、2018年7月に本作に政治家役で出演することとなり、同時にイ・ソンギュンが政略家役として起用される
。ソル・ギョングによると、当初のシナリオでは役名に金大中の名前がそのまま使われており、負担を感じて選挙参謀の役に変わることをビョン・ソンヒョンに訴えたが通らず、結局役名は変更された。2019年3月29日に、キャストの顔ぶれが決定し、脚本読み合わせの模様が写真で公開された。
監督のビョン・ソンヒョンは以前からのチームで本作を制作した。美術監督のハン・アルム、音楽のキム・ホンジプとイ・ジニ、照明監督のイ・ギルギュは『名もなき野良犬の輪舞』にも参加している。 本作は約120億ウォンの予算が投じられた。
主な撮影は2019年3月25日に開始された。

## 封切り
本作は2021年12月29日の公開が予定されていた。しかし、新型コロナウイルス感染症の流行のため、ソルラルに合わせた2022年1月に延期された。2022年1月26日に封切られた。
本作は、2022年4月22日から30日まで開催された第24回ウーディネ極東映画祭のコンペティション部門に正式に招待された。

## 評価

### 興行成績
2022年1月26日に、韓国内の1184のスクリーンで封切られた。韓国映画振興委員会 (Kofic)の統合コンピューターネットワークによると、本作は初日に58,956人の観客を集め韓国の興行収入で2位となった。14日連続で興収2位を維持した。2022年9月10日時点で、興収600万ドル・観客動員77万5583人となり、興収は2022年公開の韓国映画中第12位となっている。

### 批評
韓国の雑誌『Cine21』のソン・キョンウォンは、本作の物語は金大中の大統領選挙運動に見え透いた形で立脚しながら、他の政治ドラマや映画とは異なり、政治や実際の政策よりも主人公間の関係に焦点を絞っていると評した。ソンはビョン・ソンヒョンの脚本と演出に「スタイリッシュなシーン、感覚に訴える撮影、俳優間の強力な化学反応など、監督としての才能が生きている」と述べた。その上でソンは、チャンデがネガティブ・キャンペーンを使ってウンボムの勝利を支援したことで、「目的が手段を正当化する」ことに対する根本的な疑問を提起していると締めくくった。

## 受賞・ノミネート
| 年   | 賞                    | 部門               | 候補対象                         | 結果       | Ref.                 |
| ---- | --------------------- | ------------------ | -------------------------------- | ---------- | -------------------- |
| 2022 | 第58回百想芸術大賞    | 映画部門作品賞     | キングメーカー 大統領を作った男  | ノミネート | [ 19 ] [ 20 ] [ 21 ] |
| 2022 | 第58回百想芸術大賞    | 監督賞             | ビョン・ソンヒョン               | 受賞       | [ 19 ] [ 20 ] [ 21 ] |
| 2022 | 第58回百想芸術大賞    | 最優秀演技賞(男)   | ソル・ギョング                   | 受賞       | [ 19 ] [ 20 ] [ 21 ] |
| 2022 | 第58回百想芸術大賞    | 最優秀演技賞(男)   | イ・ソンギュン                   | ノミネート | [ 19 ] [ 20 ] [ 21 ] |
| 2022 | 第58回百想芸術大賞    | 最優秀助演賞（男） | チョ・ウジン                     | 受賞       | [ 19 ] [ 20 ] [ 21 ] |
| 2022 | 第58回百想芸術大賞    | 脚本賞             | ビョン・ソンヒョン、キム・ミンス | ノミネート | [ 19 ] [ 20 ] [ 21 ] |
| 2022 | 第58回百想芸術大賞    | 撮影賞             | ヨ・ヒュンリ                     | ノミネート | [ 19 ] [ 20 ] [ 21 ] |
| 2022 | 第58回百想芸術大賞    | 技術賞（美術）     | ハン・アルム                     | ノミネート | [ 19 ] [ 20 ] [ 21 ] |
| 2022 | 春史大賞映画祭2022    | 監督賞             | ビョン・ソンヒョン               | ノミネート | [ 22 ]               |
| 2022 | 春史大賞映画祭2022    | 男優主演賞         | ソル・ギョング                   | ノミネート | [ 22 ]               |
| 2022 | 春史大賞映画祭2022    | 男優助演賞         | チョ・ウジン                     | ノミネート | [ 22 ]               |
| 2022 | 第31回釜日映画賞 (en) | 監督賞             | ビョン・ソンヒョン               | ノミネート | [ 23 ]               |
| 2022 | 第31回釜日映画賞 (en) | 男優賞             | ソル・ギョング                   | ノミネート | [ 23 ]               |
| 2022 | 第31回釜日映画賞 (en) | 男優助演賞         | チョ・ウジン                     | ノミネート | [ 23 ]               |